# 小行星9077
小行星9077（英語：9077 Ildo）是一颗围绕太阳公转的小行星。1994年7月3日，Farra d'Isonzo在法拉迪松佐发现了此天体。
这颗小行星的绝对星等为237.81638等。